# كأس العالم للسيدات تحت 20 سنة 2020
كان كأس العالم للسيدات تحت 20 سنة لكرة القدم 2020 (Copa Mundial Femenina Sub-20 de la FIFA Costa Rica 2020) من المفترض أن يكون النسخة 10 من كأس العالم للسيدات تحت 20 سنة لكرة القدم، البطولة الدولية للشباب للسيدات في كرة القدم التي تتنافس فيها المنتخبات الوطنية تحت 20 سنة من اتحادات الأعضاء في الاتحاد الدولي لكرة القدم، منذ إنشائها في 2002 كبطولة العالم للسيدات تحت 19 سنة (تم رفع الحد العمري من 19 إلى 20 عامًا في 2008).
البطولة كانت تُجرى بأنها تُقام في أغسطس/سبتمبر 2020 من قبل كوستاريكا وبنما. ومع ذلك، وبسبب جائحة فيروس كورونا، أعلن الفيفا في 3 أبريل 2020 أن البطولة سيتم تأجيلها وإعادة جدولتها. في 12 مايو 2020، أعلن الفيفا أن البطولة ستقام بين 20 يناير – 6 فبراير 2021، رهناً بمتابعة مستمرة. في يوليو 2020، بسبب مخاوف من COVID-19 مع أعلى حالات ووفيات في جميع أنحاء أمريكا الوسطى، انسحبت بنما من الاستضافة المشتركة مما ترك كوستاريكا المستضيف الوحيد.
في 17 نوفمبر 2020، أعلنت فيفا أن نسخة 2020 من البطولة سيتم إلغاؤها. وبدلاً من ذلك، تم تعيين كوستاريكا كدولة مضيفة للنسخة القادمة من البطولة في 2022.
اليابان كانت حاملة اللقب، بعد أن فازت بلقبها الأول في 2018.

## القرعة

### الجولة الأولى
في 25 يوليو 2018، أعلنت الفيفا أن عملية التقديم لاستضافة كأس العالم للسيدات تحت 20 سنة 2020 وكأس العالم للسيدات تحت 17 سنة 2020 قد بدأت. كان بإمكان إحدى الجمعيات الأعضاء تقديم عرض لاستضافة كلا البطولتين، مع إشارة إلى تعيين مضيفين مختلفين. أعلنت الجمعيات التالية اهتمامها باستضافة الحدث قبل الموعد النهائي في 12 سبتمبر 2018.
- الهند
- كوريا الجنوبية

عندما تم تعيين الهند كمضيف لكأس العالم للنساء تحت 17 عامًا، لم يعودوا مؤهلين ليتم اختيارهم كمضيف لكأس العالم للنساء تحت 20 عامًا لعام 2020.

### الجولة الثانية
- كوستاريكا /  بنما
- نيجيريا

بعد انسحاب الهند وكوريا الجنوبية من تقديم عروضهما، تم إعادة فتح عملية التقديم. واعتبر أن نيجيريا تجري في المنافسة، مع توقع إجراء الفيفا جولة تفتيشية في شهر أغسطس.
في اجتماع عقد مع كارلوس ألفارادو (رئيس كوستاريكا)، رودولفو فيلالوبوس (رئيس اتحاد كوستاريكا لكرة القدم)، جياني إنفانتينو قال "لقد طرحنا إمكانية أن تستضيف كوستاريكا وبنما كأس العالم للسيدات تحت 20 سنة في سبتمبر 2020 ولقد تلقينا استقبالاً جيداً للخبر".
في 20 ديسمبر 2019، أعلن الاتحاد الدولي لكرة القدم أن كوستاريكا وبنما ستستضيفان البطولة في أغسطس 2020.

## الفرق المتأهلة
كان من المقرر أن يتأهل ما مجموعه 16 فريقًا للبطولة النهائية. بالإضافة إلى كوستاريكا التي كانت ستتأهل تلقائيًا كمضيفة، كان من المفترض أن يتأهل 15 فريقًا من ست مسابقات قارية. انسحبت بنما كدولة مشتركة للاستضافة بعد بطولة الكونكاكاف للنساء تحت 20 سنة لعام 2020، ولهذا السبب لم يتم تحديد موقع للكونكاكاف.
| الاتحاد القاري                       | البطولة التأهيلية                                        | الفريق           | الظهور (المخطط)  | آخر ظهور | أفضل أداء سابق                 |
| ------------------------------------ | -------------------------------------------------------- | ---------------- | ---------------- | -------- | ------------------------------ |
| الاتحاد الآسيوي لكرة القدم (3 فرق)   | بطولة آسيا للسيدات تحت 19 سنة 2019                       | اليابان          | المشاركة السابعة | 2018     | البطلة (2018)                  |
| الاتحاد الآسيوي لكرة القدم (3 فرق)   | بطولة آسيا للسيدات تحت 19 سنة 2019                       | كوريا الشمالية   | المشاركة الثامنة | 2018     | البطلة (2006، 2016)            |
| الاتحاد الآسيوي لكرة القدم (3 فرق)   | بطولة آسيا للسيدات تحت 19 سنة 2019                       | كوريا الجنوبية   | المشاركة السادسة | 2016     | المركز الثالث (2010)           |
| الاتحاد الإفريقي لكرة القدم (2 فرق)  | بطولة أفريقيا لتصفيات كأس العالم للسيدات تحت 20 سنة 2020 | غير متوفر        |                  |          |                                |
| الاتحاد الإفريقي لكرة القدم (2 فرق)  | بطولة أفريقيا لتصفيات كأس العالم للسيدات تحت 20 سنة 2020 | غير متوفر        |                  |          |                                |
| كونكاكاف (المستضيف + 3 فرق)          | الدولة المستضيفة                                         | كوستاريكا        | المشاركة الثالثة | 2014     | دور المجموعات (2010، 2014)     |
| كونكاكاف (المستضيف + 3 فرق)          | الدولة المستضيفة                                         | بنما[!]          | المشاركة الأولى  | لا شيء   | الظهور الأول                   |
| كونكاكاف (المستضيف + 3 فرق)          | بطولة كونكاكاف للسيدات تحت 20 سنة 2020                   | المكسيك          | المشاركة التاسعة | 2018     | ربع النهائي (2010، 2012، 2016) |
| كونكاكاف (المستضيف + 3 فرق)          | بطولة كونكاكاف للسيدات تحت 20 سنة 2020                   | الولايات المتحدة | المشاركة العاشرة | 2018     | البطلة (2002، 2008، 2012)      |
| كونكاكاف (المستضيف + 3 فرق)          | بطولة كونكاكاف للسيدات تحت 20 سنة 2020                   | غير متوفر        |                  |          |                                |
| كونميبول (2 فرق)                     | بطولة أمريكا الجنوبية للسيدات تحت 20 سنة 2020            | غير متوفر        |                  |          |                                |
| كونميبول (2 فرق)                     | بطولة أمريكا الجنوبية للسيدات تحت 20 سنة 2020            | غير متوفر        |                  |          |                                |
| اتحاد أوقيانوسيا لكرة القدم (1 فريق) | بطولة أوقيانوسيا للسيدات تحت 19 سنة 2019                 | نيوزيلندا        | المشاركة الثامنة | 2018     | ربع النهائي (2014)             |
| الاتحاد الأوروبي لكرة القدم (4 فرق)  | بطولة أوروبا للسيدات تحت 19 سنة 2019                     | فرنسا            | المشاركة الثامنة | 2018     | الوصيف (2016)                  |
| الاتحاد الأوروبي لكرة القدم (4 فرق)  | بطولة أوروبا للسيدات تحت 19 سنة 2019                     | ألمانيا          | المشاركة العاشرة | 2018     | البطلة (2004، 2010، 2014)      |
| الاتحاد الأوروبي لكرة القدم (4 فرق)  | بطولة أوروبا للسيدات تحت 19 سنة 2019                     | هولندا           | المشاركة الثانية | 2018     | ربع النهائي (2018)             |
| الاتحاد الأوروبي لكرة القدم (4 فرق)  | بطولة أوروبا للسيدات تحت 19 سنة 2019                     | إسبانيا          | المشاركة الرابعة | 2018     | الوصيف (2018)                  |

1. ^ تخلت عن حقوقها كدولة مستضيفة.